# Rhyssemus parallelus
Rhyssemus parallelus är en skalbaggsart som beskrevs av Edmund Reitter 1892. Rhyssemus parallelus ingår i släktet Rhyssemus och familjen Aphodiidae. Inga underarter finns listade i Catalogue of Life.